# Puchar Zdobywców Pucharów (1997/1998)
XXXVIII Puchar Europy Zdobywców Pucharów 1997/1998

(ang. European Cup Winners’ Cup)

## 1/32 finału
| Glenavon F.C. – Legia Warszawa 1:1 i 0:4 1 14.08 1997 0:1 Sokołowski 33, 1:1 Grant 60 2 28.08 1997 0:1 Kacprzak 73, 0:2 Sokołowski 76, 0:3 Skrzypek 86, 0:4 Sokołowski 89k |
| Cwmbran Town – National Bukareszt 2:5 i 0:7 1 14.08 1997 0:1 Vase 34, 0:2 Niculescu 47, 0:3 Niculescu 62, 1:3 Parfitt 76k, 1:4 Litta 77, 2:4 Townsend 84, 2:5 Litta 90 2 28.08 1997 0:1 Niculescu 15, 0:2 Pigulea 20, 0:3 Albeanu 30, 0:4 Albeanu 37, 0:5 Pigulea 40, 0:6 Savu 51, 0:7 Pigulea 80 |
| Žalgiris Wilno – Hapoel Beer Szewa 0:0 i 1:2 (dog) 1 14.08 1997 2 28.08 1997 1:0 Radzius 96, 1:1 Benayoun 105k, 1:2 Bochnik 116 |
| Zimbru Kiszyniów – Szachtar Donieck 1:1 i 0:3 1 14.08 1997 0:1 Atielkin 45, 1:1 Zgura 75 2 28.08 1997 0:1 Orbu 25, 0:2 Atielkin 43, 0:3 Kriwencow 82 |
| FK Dinaburg – Kəpəz Gəncə 1:0 i 1:0 1 14.08 1997 1:0 Tarasovs 35 2 28.08 1997 1:0 Isakovs 50k |
| Kilmarnock F.C. – Shelbourne FC 2:1 i 1:1 1 14.08 1997 0:1 Rutherford 12, 1:1 P. Wright 65k, 2:1 P. Wright 90 2 28.08 1997 1:0 Mclntyre 21, 1:1 Baker 39 |
| Helsingin Jalkapalloklubi – FK Crvena zvezda 1:0 i 0:3 1 14.08 1997 1:0 Helin 58 2 28.08 1997 0:1 Stanković 6, 0:2 Stanković 26, 0:3 Njeguš 89k |
| Słoga Jugomagnat Skopje – NK Zagreb 1:2 i 0:2 1 14.08 1997 1:0 Petkov 68, 1:1 Bule 76, 1:2 Cižmek 90 2 28.08 1997 0:1 Sopić 2, 0:2 Bule 8 |
| FC Balzers – Budapesti Vasutas 1:3 i 0:2 1 14.08 1997 1:0 Womhard 38, 1:1 Telser 57s, 1:2 Füzi 76, 1:3 Csordás 84 (mecz w Vaduz) 2 28.08 1997 0:1 Konlósi 12, 0:2 Bükszegi 90 |
| Tallinna JK Sadam – Biełszyna Bobrujsk 1:1 i 1:4 1 14.08 1997 0:1 Chripach 18, 1:1 Olumec 49 2 28.08 1997 0:1 Smimycz 3, 0:2 Timofiejew 57, 1:2 Ryżkow 69k, 1:3 Chlebosołow 73, 1:4 Putrasz 75 |
| Primorje Ajdovščina – Union Luxembourg 2:0 i 1:0 1 14.08 1997 1:0 Sabadin 37, 2:0 Ščulač 86k 2 28.08 1997 1:0 udonja 18 |
| Lewski Sofia – Slovan Bratysława 1:1 i 1:2 1 14.08 1997 1:0 W. Iwanow 18, 1:1 Novak 65 2 28.08 1997 1:0 Todorow 2, 1:1 Novak 15, 1:2 Muzlay 53 |
| Dinamo Batumi – Ararat Erywań 0:3vo i 2:0 1 15.08 1997 1:0 Guczua 25, 2:0 Guczua 31, 2:1 Ter-Petrosjan 59, 3:1 Glonti 77, 3:2 Nazarjan 83, 4:2 Szekiładze 89 2 28.08 1997 1:0 Torgaszwili 2, 2:0 Macharadze 38 pierwszy mecz z 15 sierpnia zakończył się wynikiem 4:2 dla klubu Dinamo, jednak mecz ten zweryfikowano na walkower 0:3 dla Araratu z powodu nieuprawnionego gracza w drużynie gospodarzy |
| Hibernians FC – Íþróttabandalag Vestmannaeyja 0:1 i 0:3 1 14.08 1997 0:1 T. Gudmundsson 70 2 27.08 1997 0:1 Helgasson 21, 0:2 T. Gudmundsson 33, 0:3 T. Gudmundsson 90 |
| HB Tórshavn – APOEL FC 1:1 i 0:6 1 13.08 1997 1:0 Arge 19, 1:1 A. Alexandrou 40 (mecz w Toftir) 2 28.08 1997 0:1 Herdnagl 14, 0:2 Herdnagl 21, 0:3 Sotiriou 52, 0:4 loannou 77, 0:5 loannou 81, 0:6 Fassouliotis 83 |
| Wolny los: Vicenza, Real Betis, OGC Nice, VfB Stuttgart, Roda JC Kerkrade, Boavista FC, Chelsea F.C., Kocaelispor, AEK Ateny, SK Sturm Graz, Lokomotiw Moskwa, Germinal Ekeren, FC København, AIK Fotboll, Tromsø IL, Slavia Praga, FC Luzern |

## 1/16 finału
| Íþróttabandalag Vestmannaeyja – VfB Stuttgart 1:3 i 1:2 1 18.09 1997 0:1 Bobić 9, 0:2 Bobić 12, 1:2 Olaísson 40, 1:3 Akpoborie 70 2 02.10 1997 0:1 Akpoborie 73, 0:2 Akpoborie 76, 1:2 Lárusson 79 |
| Kocaelispor – National Bukareszt 2:0 i 1:0 1 18.09 1997 1:0 Erhan Albayrak 41, 2:0 Moshoeu 45 2 02.10 1997 1:0 Nuri 79 |
| APOEL FC – SK Sturm Graz 0:1 i 0:3 1 18.09 1997 0:1 Spiteri 81 2 02.10 1997 0:1 Reinmayr 3, 0:2 Vastic 29, 0:3 Haas 42 |
| Boavista FC – Szachtar Donieck 2:3 i 1:1 1 18.09 1997 0:1 Żubow 24, 1:1 Rui Miguel 34, 2:1 Magalhaes 44, 2:2 Atielkin 62, 2:3 Atielkin 64 2 02.10 1997 1:0 Leteibi 87, Poczweria 78 |
| Germinal Ekeren – FK Crvena zvezda 3:2 i 1:1 1 18.09 1997 1:0 E. Kovacs 17, 2:0 Hofmans 57, 2:1 Ognjenović 59, 2:2 Stanković 63, 3:2 Dauwe 71 2 02.10 1997 0:1 Drulić 18, 1:1 Radziński 66 |
| AIK Fotboll – Primorje Ajdovščina 0:1 i 1:1 (dog) 1 18.09 1997 0:1 Rudonja 85 2 02.10 1997 1:0 Novakovic 77, 1:1 Rudonja 110 |
| AEK Ateny – FK Dinaburg 5:0 i 4:2 1 18.09 1997 1:0 Kopitsis 37k, 2:0 Kopitsis 44, 3:0 Kacawos 64, 4:0 Kalicalds 67, 5:0 Marcelo 76 2 02.10 1997 0:1 Fiedotow 34, 1:1 Nikolaidis 35, 1:2 Vlachos 50, 2:2 Isajew 62, 3:2 Nikolaidis 80, 4:2 Kostis 72                                                                         |
| Slavia Praga – FC Luzern 4:2 i 2:0 1 18.09 1997 1:0 Asanin 5, 1:1Aleksandrow 7, 2:1 Vacha 14, 3:1 Vagner 49, 4:1 Labant 54, 4:2 Koiłow 76 2 02.10 1997 1:0 Kołtow 55s, 2:0 Vagner 74 |
| Hapoel Beer Szewa – Roda JC Kerkrade 1:4 i 0:10 1 18.09 1997 0:1 van Houdt 15, 0:2 Tonna 24, 0:3 van Houdt 31, 0:4 Tonna 34, 1:4 Benayoun 63k 2 02.10 1997 0:1 van Houdt 19, 0:2 van Houdt 32, 0:3 G. Lawal 41, 0:4 Ooijer 49, 0:5 Vrede 53, 0:6 G. Lawal 63, 0:7 van Houdt 70, 0:8 Tonna 72, 0:9 Ooijer 85k, 0:10 Tonna 90 |
| NK Zagreb – Tromsø IL 3:2 i 2:4 (dog) 1 18.09 1997 1:0 Lalić 44, 2:0 Sopić 50, 3:0 Baturina 52, 3:1 Berg Johansen 56, 3:2 Arst 80 2 02.10 1997 0:1 Sabitovic 15s, 1:1 Bukić 53, 2:1 Bule 57, 2:2 Arst 74, 2:3 S. M. Johansen 90, 2:4 Lange 115                                                                              |
| FC København – Ararat Erywań 3:0 i 2:0 1 18.09 1997 1:0 Jonsson 17, 2:0 M. Nielsen 53, 3:0 Tur 87 2 02.10 1997 1:0 M. Nielsen 87, 2:0 Sestan 89 |
| Biełszyna Bobrujsk – Lokomotiw Moskwa 1:2 i 0:3 1 18.09 1997 1:0 Chlebosołow 14k, 1:1 Łoskow 49, 1:2 Borodiuk 71 2 02.10 1997 0:1 Maminow 23, 0:2 Charłacziow 41, Łuskow 74 |
| Chelsea F.C. – Slovan Bratysława 2:0 i 2:0 1 18.09 1997 1:0 Di Matteo 6, 2:0 Granville 80 2 02.10 1997 1:0 Vialli 27, 2:0 Di Matteo 60 |
| OGC Nice – Kilmarnock F.C. 3:1 i 1:1 1 18.09 1997 1:0 Kohn 12, 2:0 Kohn 48, 2:1 P. Wright 77k, 3:1 Rol 79 2 02.10 1997 1:0 Reilly 31, 1:1 Milinkovic 76 |
| Real Betis – Budapesti Vasutas 2:0 i 2:0 1 18.09 1997 1:0 Alfonso 58, 2:0 Alfonso 72 2 02.10 1997 1:0 Alexis 8, 2:0 Alfonso 48 |
| Vicenza – Legia Warszawa 2:0 i 1:1 1 18.09 1997 1:0 Luiso 10, 2:0 Ambrosetu 24 2 02.10 1997 0:1 Kacprzak 57, 1:1 Zauli 87 |

## 1/8 finału
| Lokomotiw Moskwa – Kocaelispor 2:1 i 0:0 1 23.10 1997 1:0 Charłacziow 32, 1:1 Turan 73, 2:1 Dżanazija 82 2 06.11 1997 |
| Szachtar Donieck – Vicenza 1:3 i 1:2 1 23.10 1997 0:1 Luiso 1, 0:2 Beghetto 55, 1:2 Żubow 62, 1:3 Luiso 90 2 06.11 1997 0:1 Luiso 24, 1:1 Atielkin 60, 1:2 Viviani 70                                                                                                   |
| Tromsø IL – Chelsea F.C. 3:2 i 1:7 1 23.10 1997 1:0 S. Nilsen 6, 2:0 Fermann 19, 3:0 Arst 81, 3:1 Vialli 86, 3:2 Vialli 90 2 06.11 1997 0:1 Petrescu 13, 0:2 Vialli 24, 1:2 R. Johansen 39, 1:3 Zola 43, 1:4 Leboeuf 55k, 1:5 Vialli 61, 1:6 Vialli 76, 1:7 Petrescu 86 |
| Germinal Ekeren – VfB Stuttgart 0:4 i 4:2 1 23.10 1997 0:1 Bobić 43, 0:2 Akpoborie 55, 0:3 Bobić 61, 0:4 Akpoborie 75 2 06.11 1997 0:1 Verlaat 12, 0:2 Poschner 34, 1:2 van Ankeren 43, 2:2 van Geneugden 45, 3:2 Karagiannis 72, 4:2 van Ankeren 82                    |
| Real Betis – FC København 2:0 i 1:1 1 23.10 1997 1:0 Oli 25, 2:0 Canas 38 2 06.11 1997 0:1 P. Nielsen 61k, 1:1 Urena 79 |
| AEK Ateny – SK Sturm Graz 2:0 i 0:1 1 23.10 1997 1:0 Batista 74, 2:0 Marcelo 84 2 06.11 1997 0:1 Spiteri 82 |
| OGC Nice – Slavia Praga 2:2 i 1:1 1 23.10 1997 1:0 Aulanier 5k, 1:1 Vacha 14, 1:2 Vacha 35, 2:2 Aulanier 78 2 06.11 1997 1:0 Vandecasteele 75, 1:1 Labant 80 |
| Primorje Ajdovščina – Roda JC Kerkrade 0:2 i 0:4 1 23.10 1997 0:1 G. Lawal 15, 0:2 van de Luer 67 2 06.11 1997 0:1 van de Luer 45, 0:2 Peelers 50, 0:3 Zafarin 74, 0:4 Valgaeren 85                                                                                     |

## 1/4 finału
| Roda JC Kerkrade – Vicenza 1:4 i 0:5 1 05.03 1998 0:1 Luiso 17, 0:2 Belotti 28, 0:3 Luiso 39, 0:4 M. Otero 66, 1:4 Peeters 73 2 19.03 1998 0:1 Luiso 5, 0:2 Firmani 24, 0:3 Méndez 39, 0:4 Ambrosetti 42, 0:5 Zauli 47 |
| Slavia Praga – VfB Stuttgart 1:1 i 0:2 1 05.03 1998 1:0 Vacha 39, 1:1 Poschner 51 2 19.03 1998 0:1 Bałakow 9, 0:2 Bałakow 88                                                                                           |
| AEK Ateny – Lokomotiw Moskwa 0:0 i 1:2 1 05.03 1998 2 19.03 1998 0:1 Charłacziow 55, 1:1 Kopitsis 68k, 1:2 Czugajnow 90                                                                                                |
| Real Betis – Chelsea F.C. 1:2 i 1:3 1 05.03 1998 0:1 T.A. Flo 9, 0:2 T.A. Flo 12, 1:2 Alfonso 46 2 19.03 1998 1:0 Finidi 20, 1:1 F. Sinclair 30, 1:2 Di Matteo 50, 1:3 Zola 90                                         |

## 1/2 finału
| Vicenza – Chelsea F.C. 1:0 i 1:3 1 02.04 1998 1:0 Zauli 16 2 16.04 1998 1:0 Luiso 32, 1:1 Poyet 35, 1:2 Zola 51, 1:3 M. Hughes 76   |
| VfB Stuttgart – Lokomotiw Moskwa 2:1 i 1:0 1 02.04 1998 0:1 Dżanaszija 22, 1:1 Akpoborie 42, 2:1 Bobić 90 2 16.04 1998 1:0 Bobić 24 |

## Finał
| 13 maja 1998 Sztokholm Råsundastadion (30 216) Chelsea F.C. – VfB Stuttgart 1:0 (0:0) Sędzia: Stefano Braschi (Włochy) Bramki: 1:0 Gianfranco Zola 71 Chelsea Football Club (trener Gianluca Vialli): Ed de Goey – Dan Petrescu, Frank Leboeuf, Steve Clarke, Gustavo Poyet (81 Eddie Newton), Michael Duberry, Dennis Wise, Daniel Granville, Roberto Di Matteo, Gianluca Vialli, Tore André Flo (71 Gianfranco Zola) Verein für Bewegungsspiele Stuttgart 1893 (trener Joachim Löw): Franz Wohlfahrt – Thomas Schneider (55 Jochen Endreß), Thomas Berthold, Gerhard Poschner, Murat Yakin, Zvonimir Soldo, Matthias Hagner (79 Sreto Ristić), Marco Haber (75 Kristijan Đorđević), Krassimir Balakow, Fredi Bobic, Jonathan Akpoborie |